# 刘建熙
刘建熙（1906年—1980年），湖南醴陵人。中华人民共和国工程师。

## 生平
1928年，清华大学毕业后，留学美国康乃尔大学，1931年获硕士学位。后受聘为美国波阿铁路公司。1933年春回国，先后负责湘鄂铁路、平汉铁路，浙赣铁路桥梁、隧道、涵洞、车站等的设计、审核、鉴定等工作。1939年后，又负责湘桂线路、天成铁路的勘测设计等工作。1943年，任交通部技正、铁路总队正工程师，并兼中央大学教授，著有《铁路定线概论》。抗日战争结束后，任湘桂黔铁路工程局副局长和贵州大学教授。1950年至1976年，任西南铁路局贵阳工程处副处长、局副总工程师、总工程师等职，修建成渝铁路、宝成铁路、川黔铁路、贵昆铁路等西南铁路工程。1980年病逝于成都。1985年被授予国家科学技术进步特等奖。

## 著作
翻译《内动力学》、《岩石力学》，撰写《机力剖面在铁路设计中的应用》等书。